# マダムXの肖像
『マダムXの肖像』（マダムXのしょうぞう、英: Portrait of Madame X）、あるいは『マダムX』（英: Madame X）は、ジョン・シンガー・サージェントが1883年から1884年に制作した肖像画である。油彩。サージェントを代表する傑作で、フランスに住むアメリカ合衆国出身の若い社交家ヴィルジニー・アメリー・アヴェーニョ・ゴートロー夫人を描いている。肖像画は発注ではなくサージェントが夫人を説得して制作された。
本作品は当時のパリ画壇で成功を収めつつあったサージェントがより大きな評価を得るために制作した作品で、1884年のサロンに出品された。しかし批評家たちは官能的な肖像画をスキャンダラスかつ不道徳と考えて画家を激しく非難した。モデルの両肩は大きく露出し、急落したデコルデのネックラインは挑発的であった。そのうえ右肩のショルダーストラップは垂れ下がっていた。サロン出品時のタイトルからはモデルの名前が省略されていたが、大衆の目にはそれがパリ社交界の悪名高い美女ゴートロー夫人であることは明らかだった。このスキャンダルのためにサージェントはフランスを去らなければならなかったが、肖像画家としてイギリスとアメリカ合衆国で成功した。
現在はニューヨークのメトロポリタン美術館に所蔵されている。また未完成の習作のバージョンがテート・ブリテンに所蔵されている。

## 背景

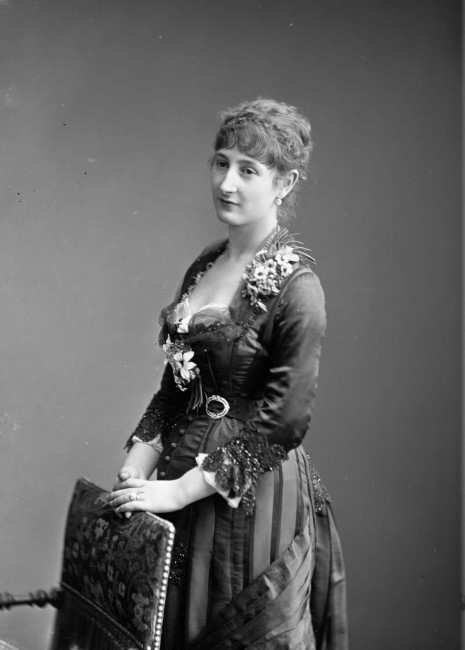
ヴィルジニー・アメリー・アヴェーニョ・ゴートロー夫人。1878年頃撮影。

ヴィルジニー・アメリー・アヴェーニョは1859年1月29日にルイジアナ州ニューオーリンズに住む父アナトール・プラシド・アヴェーニョ（Anatole Placide Avegno）と母マリー・ヴァージニー・ド・テルナント（Marie Virginie de Ternant）との間に生まれた。父アナトールは南北戦争初期の1862年のシャイローの戦いで戦死した。幼い彼女が母親とともにフランスに移住したのはその5年後の1867年である。成長した彼女はフランス人の銀行家ピエール・ゴートロー（Pierre Gautreau）と結婚したが、その美貌と不貞の噂のためにパリの社交界で悪名を馳せた。ゴートロー夫人は噂によると、赤褐色の髪をヘンナで染め、カリ粉末の塩素酸塩を使用して肌の白さを高めており、自身の容姿を誇っていた。ゴートロー夫人の型破りな美しさは芸術家たちを魅了した。アメリカの画家エドワード・シモンズは「鹿を追いかけるときのように、彼女を追跡することをやめられなかった」と主張した。サージェントもゴートロー夫人の美しさに感銘を受け、夫人の肖像画を描けば次のサロンで多くの注目を集め、肖像画の依頼に対する関心を高めるだろうと予想した。彼は友人に次のように書いている。

私は彼女の肖像画を描きたいと強く望んでいます。彼女はそれを許すだろうし、誰かが彼女の美しさにそのような形で敬意を捧げるのを待っているだろうことは十分に考えられます。もしあなたが「彼女と仲良し」（bien avec elle）であり、パリで会うことがあるなら、私が素晴らしい才能を持った男であると彼女にほのめかしてくれませんか。

ゴートロー夫人は画家たちの同様のリクエストを何度も断ったが、1883年2月に夫人はサージェントの申し出を受け入れた。サージェントは夫人と同じく外国人であり、彼らのコラボレーションはともにフランス社会で高い地位を得たいと強く願っていたことが動機であったと解釈されている。

## 作品
サージェントは宝石で飾られたショルダーストラップが付いた黒いサテンのドレスを身にまとってポーズをとる夫人を描いている。肖像画は黒のドレスおよび暗い背景と対照的な、モデルの淡い肌の色調により特徴づけられている。夫人は鼻を強調した鋭い横顔で描かれ、右腕はねじれ、両肩は露出しており、広い額から優雅な首、両肩、両腕にいたるまで、白い肌の広がりに主張と麗々しさがある。夫人のドレスの黒は大胆であるが、しかし深みがあり、神秘的でもある。夫人は肌の色調とのコントラストを与えるに十分な明るさと暗さを同時に備えた豊かな茶色に囲まれている。最も当惑するのは「貴族的な蒼白さ」というあからさまな工夫による肌の白さである。対照的に、彼女の赤い耳は本来の肌の色を思わせる。
サージェントは慎重にゴートロー夫人のポーズを選択した。夫人の身体は大胆に前を向き、頭は横を向いている。横顔には顕示と抑制の2つの要素がある。顔の半分は隠されているが、一方で同時に、見えている部分については正面から見たときよりも際立って見える。
テーブルはゴートロー夫人を支え、夫人のくびれや姿勢を反復している。当時、夫人のポーズは性的に挑発的であると受け止められた。サロンで最初に展示されたときは、夫人の肩にかかったドレスの右のストラップは右肩の下に落ちており、さらなる露出の可能性を示唆するものであった。ある評論家は日刊紙『ル・フィガロ』に、「あと一息でその女性は露わになるだろう」と書いた。おそらくその評論家は知らなかっただろうが、夫人のボディスは金属と鯨ひげ製の骨格の上に構築されているため落下しえず、肩のストラップは飾りであった。
図像の官能的な暗示が上流階級のものであることは明白である。不自然に白い肌、絞り込まれたウエスト、横顔の厳格さ、貴族的な顔立ちの強調はすべて、鑑賞者を喜ばせるためではなく、「モデルの専門的な管理下にある」ほのかな性的関心を暗示している。
ポーズの図像的源泉としては古典画、例えばルネサンス期のイタリアの画家フランチェスコ・サルヴィアーティのフレスコ画の人物像など、が源ではないかと考えられている（具体的にはローマ、サッケッティ宮の『ダヴィデ王のもとに行くバテシバ』（Bathsheba Goes to King David）。ゴートロー夫人の肖像画はいくつかの古典的伝統に基づいている。たとえばテーブルの脚を飾るのはギリシア神話のセイレンである。また夫人の髪型は古代ギリシアの髪型に基づいており、頭部を飾る三日月形のティアラは、女神ディアナを象徴している。後者は画家が考案したものではなく、夫人の自己顕示の一部であった。

### 習作

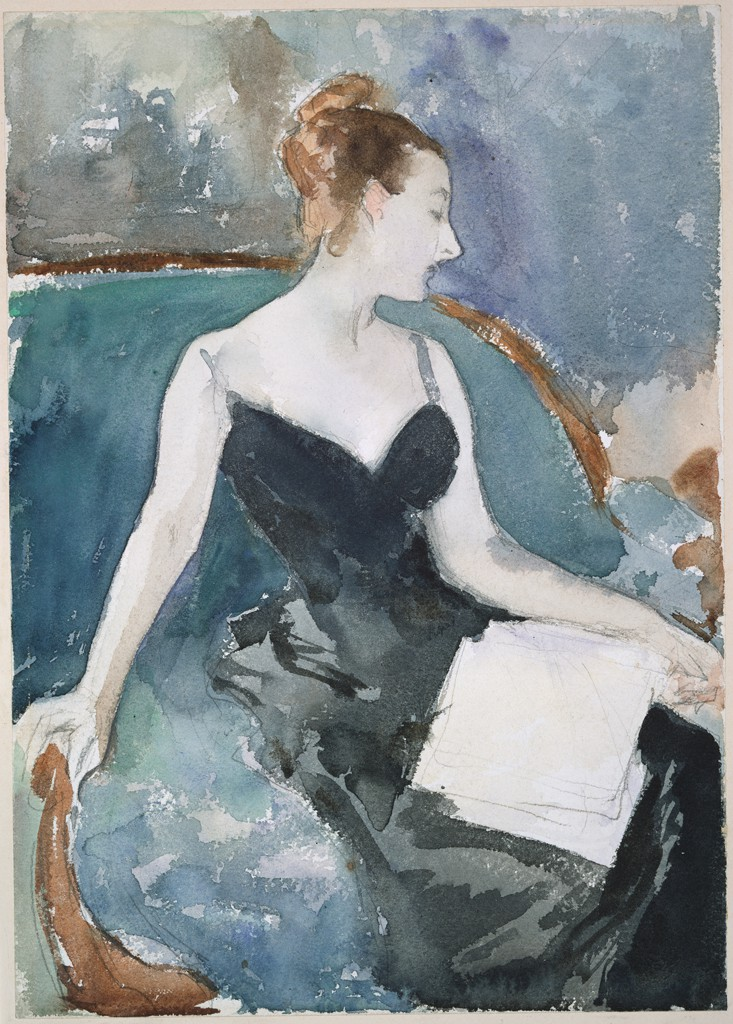
サージェントが水彩とグラファイトで描いた習作。1883年頃。ハーバード美術館所蔵。

1883年の冬、ゴートロー夫人が社交活動に気を取られたため進捗はほとんどなく、そもそも夫人は肖像画のために大人しく座っていることに気乗りするような性向ではなかった。夫人の提案で、サージェントは6月にブルターニュにある彼女の邸宅を訪れ、鉛筆、水彩、油彩で一連の準備作業を開始した。多くのポーズが試みられ、約30点の素描が制作された。イザベラ・スチュワート・ガードナー美術館の『祝杯を挙げるゴートロー夫人』（Madame Gautreau Drinking a Toast）は、本作品と同様に暗い背景に対してモデルの横顔とむき出しの腕を見せているが、より自由に絵筆を走らせた非公式な性格の油彩画スケッチである。
パリにいたときと同じように、田舎でもゴートロー夫人は座っていることに退屈した。また、ここでも夫人には社交活動があり、さらにそれだけでなく4歳の娘や母親の世話、客人への対応、使用人たちの監督をする責任もあった。サージェントは「ゴートロー夫人の描くことのできない美しさと絶望的な怠惰」について不満を述べた。

### 制作
サージェントは混雑したサロンの壁に目立つように十分な大きさのキャンバスを選択した。ポーズは準備習作とは異なるものになった。ゴートロー夫人は頭をそむけつつ身体を画家の方に向けて立ち、右腕を低いテーブルに手を置いて、身体を支えるために彼女の後ろで伸ばした。その結果、首と腕に緊張感が生まれ、モデルのエレガントな身体の線が強調された。サージェントは夫人の淡い肌の人工的な色調を描くために、鉛白、茜色、朱色、ビリジアン、骨炭で構成された絵具を使用した。
構図を決定し着彩を始めても、制作の進行は遅かった。友人に宛てた手紙の中で、サージェントは「ある日、私はそれに不満を抱き、以前の薄暗い背景の上に明るいバラ色の色調を塗りたくりました･･･モデルのエランセの（élancée, 背が高くて細い）スタイルは、はるかに優れていることを示しています」と書いている。9月7日、サージェントは「まだパラメにいて、私の美しいモデルの顔の日差しを浴びています」と書いている。秋までには、この冒険に対するサージェントの関心はほぼ完成に近づいていた。「夏ははっきりと終わり、それとともに、レ・シェンヌ（Les Chênes, ゴートローの邸宅）にいることを嬉しく思います」。

## 当時の反応

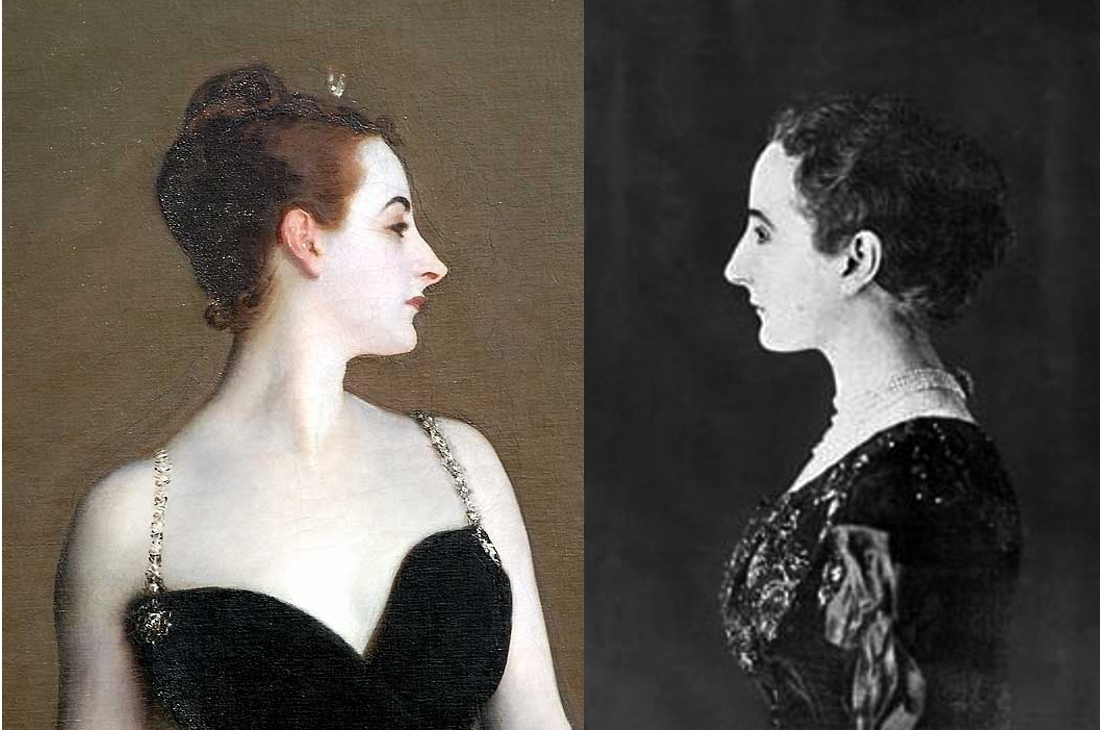
ゴートロー夫人の横顔と肖像画の比較。

夫人はサージェントの肖像画が傑作になると信じていた。しかし肖像画が1884年のサロンで『＊＊＊夫人の肖像』（Portrait de Mme ＊＊＊）というタイトルで公開されると、人々はショックを受け、憤慨した。モデルの匿名性を維持する試みは失敗し、夫人の母親はサージェントに展覧会から肖像画を取り下げるよう要求した。これに対してサージェントは「キャンバスが彼女の姿を印刷した物で言われたよりも悪いと言えることは何一つない、彼女が着ていたのとまったく同じように描いた。」と言って拒否した。その後、サージェントはショルダーストラップを塗り直して肩まで持ち上げ、しっかり固定されていると見えるようにした。サージェントはまた、タイトルを『＊＊＊夫人の肖像』から『マダムX』に変更した。この名称はより断定的で、ドラマティック、ミステリアスであり、非個人性を強調することで、女性の元型のような錯覚を与える。
世間の反応の悪さや批判的な反応は画家とゴートロー夫人の双方を打ちのめした。夫人はこの事件で自尊心を傷つけられ、サージェントはすぐにパリを離れ、ロンドンに永久に移住した。
サージェントがゴートロー夫人の肖像画を描いてから7年後、フランスの画家ギュスターヴ＝クロード＝エティエンヌ・クルトワが夫人の肖像画を描いている。クルトワはサージェントと同様に夫人の顔を横顔で描いた。この肖像画の中で、夫人は同じスタイルのドレスを身にまとい、肌を少し露出している。夫人の白いドレスのストラップは、サージェントの発表当時の肖像画と同様に肩から垂れ下がっている。ただし、今回の肖像画は大衆に好評であった。1897年には、ゴートロー夫人はお気に入りのバージョンとなった、アントニオ・デ・ラ・ガンダラの立像の肖像画のために再びポーズをとった。

## 来歴

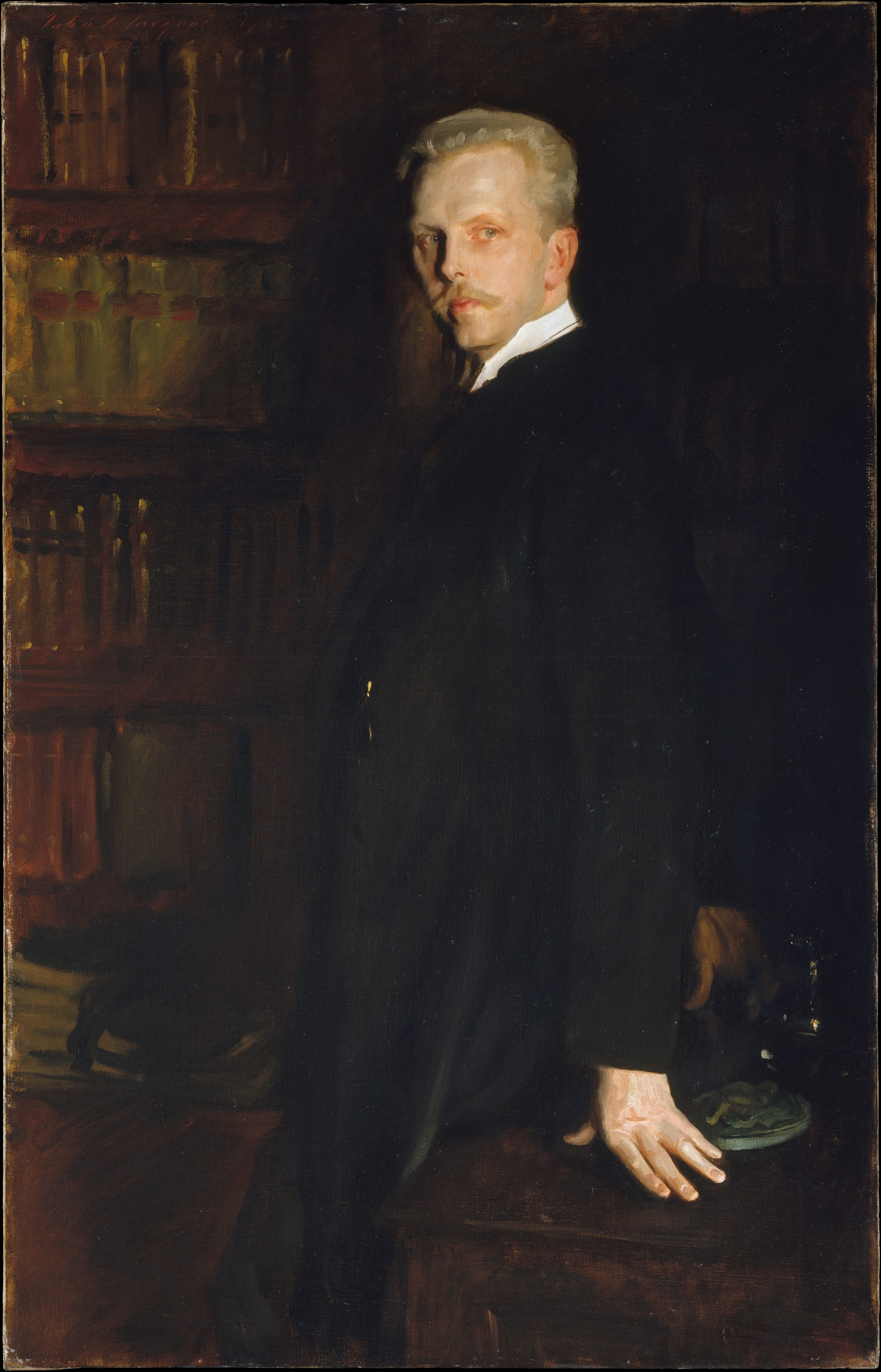
サージェント『エドワード・ロビンソンの肖像』。1903年。メトロポリタン美術館所蔵。

ショルダーストラップを塗り直したサージェントは肖像画を自身のアトリエに保管し、その後20年以上にわたって展示あるいは公開することを拒否した。しかしサージェントがヨーロッパとアメリカ合衆国で肖像画家として広く認められるようになると、肖像画はむしろモデルを可能な限り実物よりも良く見せ、ファッショナブルに描く画家としての能力を宣伝し、1880年代後半以降、イギリスでのキャリアとアメリカ合衆国での高い評価につながった。1905年以降、サージェントはロンドンのカーファックス・ギャラリー（Carfax Gallery）を始めとして、ロンドン（1908年）、ベルリン（1909年）、ローマ（1911年）など、多くの国際展覧会で肖像画を展示した。1915年、サージェントは肖像画をサンフランシスコで開催されたパナマ・太平洋万国博覧会に出展した。1915年はモデルのゴートロー夫人が死去した年でもあった。翌1916年1月8日、サージェントは肖像画の安息の地をアメリカ合衆国とすることを決心し、メトロポリタン美術館の館長エドワード・ロビンソンに「私がこれまでに制作した絵画の中で最高のものだと思います」という言葉とともに、絵画を売却する意思を書いて送った。サージェントは1890年代初頭以降ロビンソンと親交があり、ロビンソンはメトロポリタン美術館のためにサージェントの作品を積極的に購入している。肖像画の購入が承認されると、サージェントはゴートロー夫人と喧嘩したことを理由に挙げて、肖像画を夫人の名前で呼ばないことを提案し、受け入れられた。肖像画が美術館に収蔵されると『ニューヨーク・ヘラルド』紙はその到着を祝福した。

## 影響
1960年、キューバ系アメリカ人のファッションデザイナー、ルイス・エステベスは『マダムXの肖像』に基づいて、象徴的な黒のドレスを制作した。女優ディナ・メリルは、1960年1月11日の雑誌『ライフ』に掲載された写真家ミルトン・H・グリーンの写真のためにエステベスのドレスを着てモデルをした。

## ギャラリー

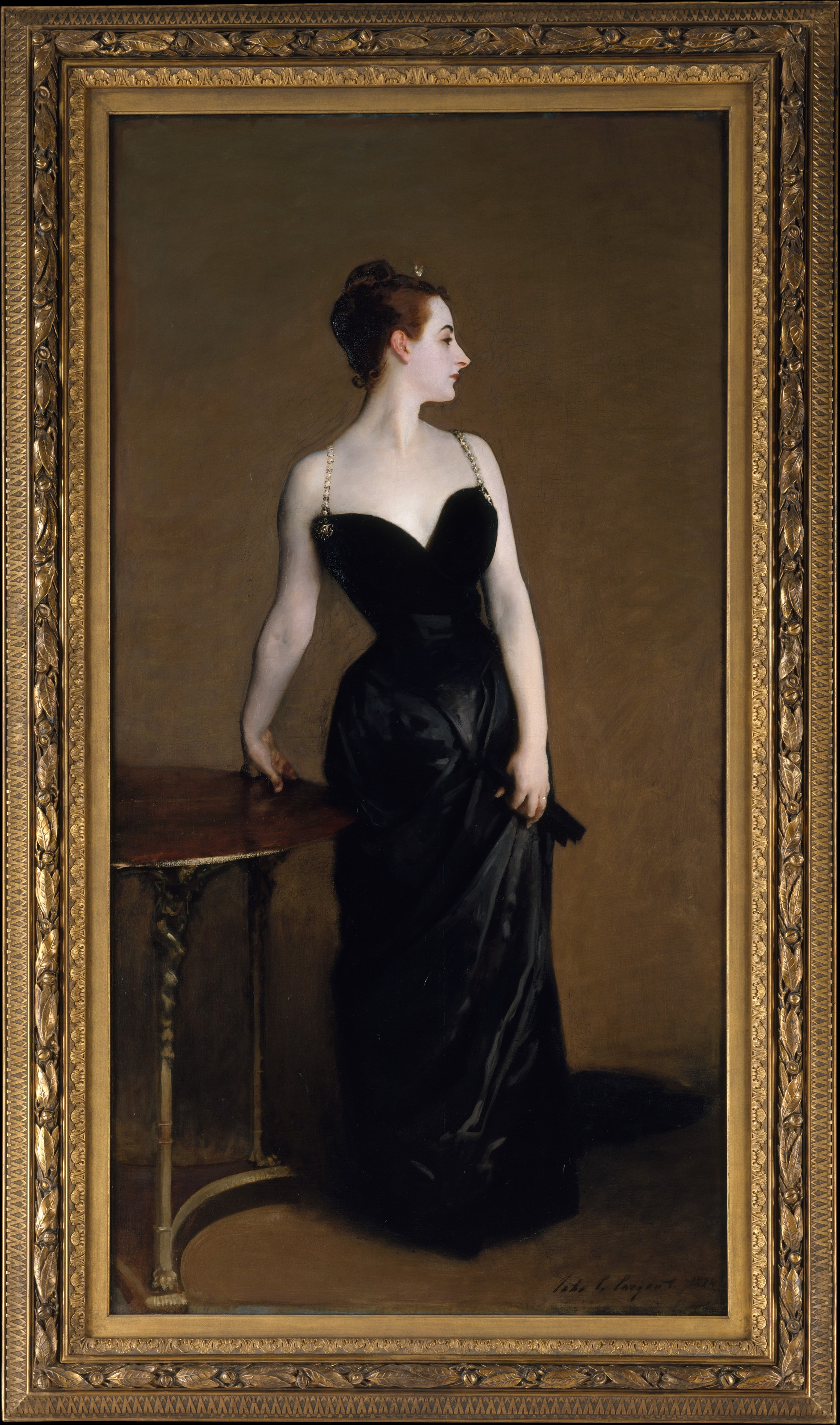
額縁
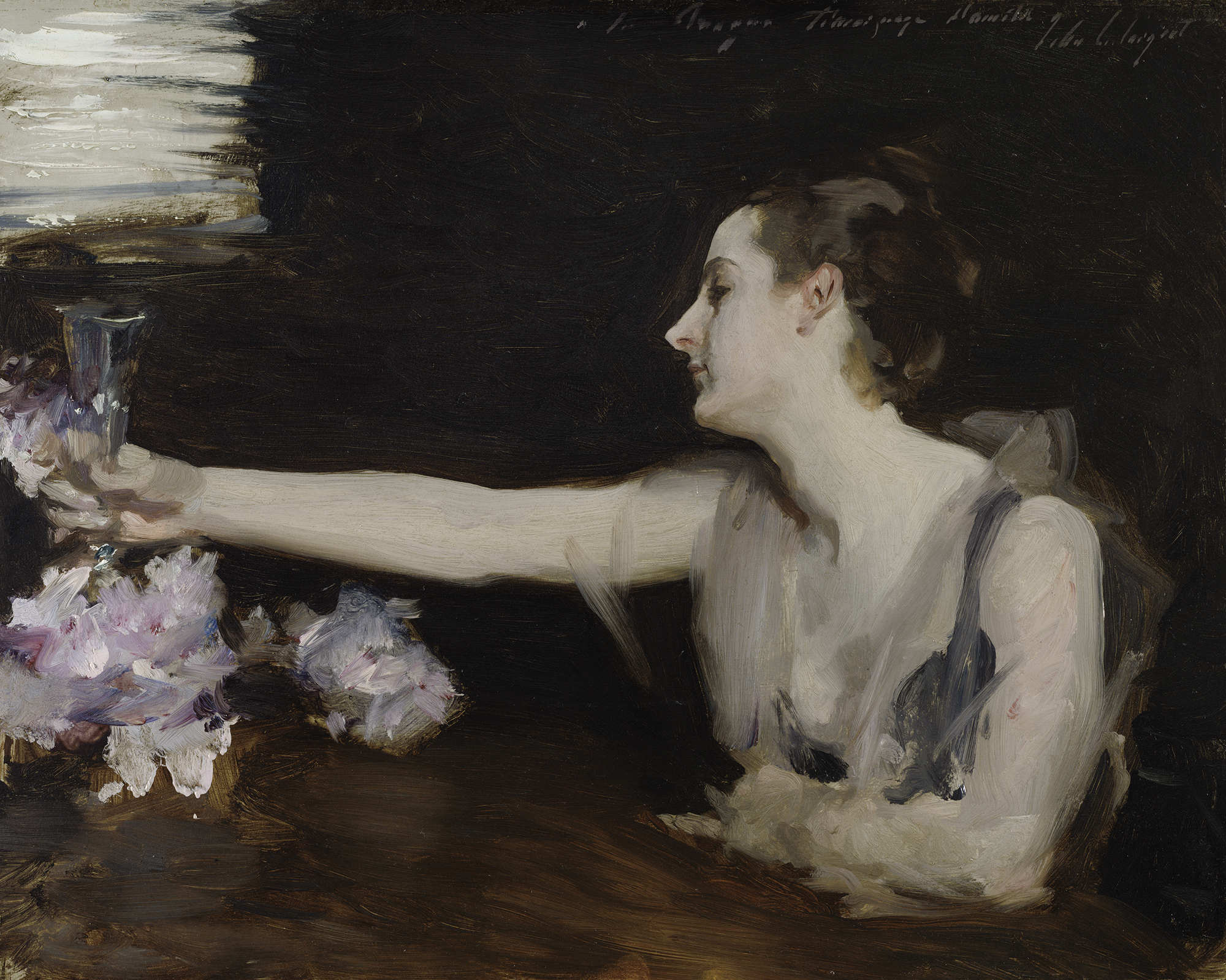
『祝杯を挙げるゴートロー夫人』1882年–1883年頃 イザベラ・スチュワート・ガードナー美術館所蔵
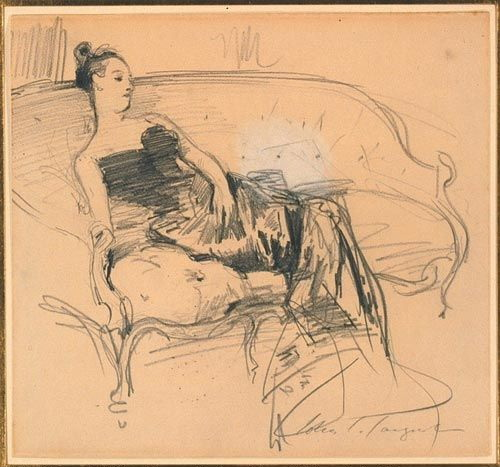
『カウチに座ったマダムXの習作』1883年と1884年の間 ハーバード美術館所蔵
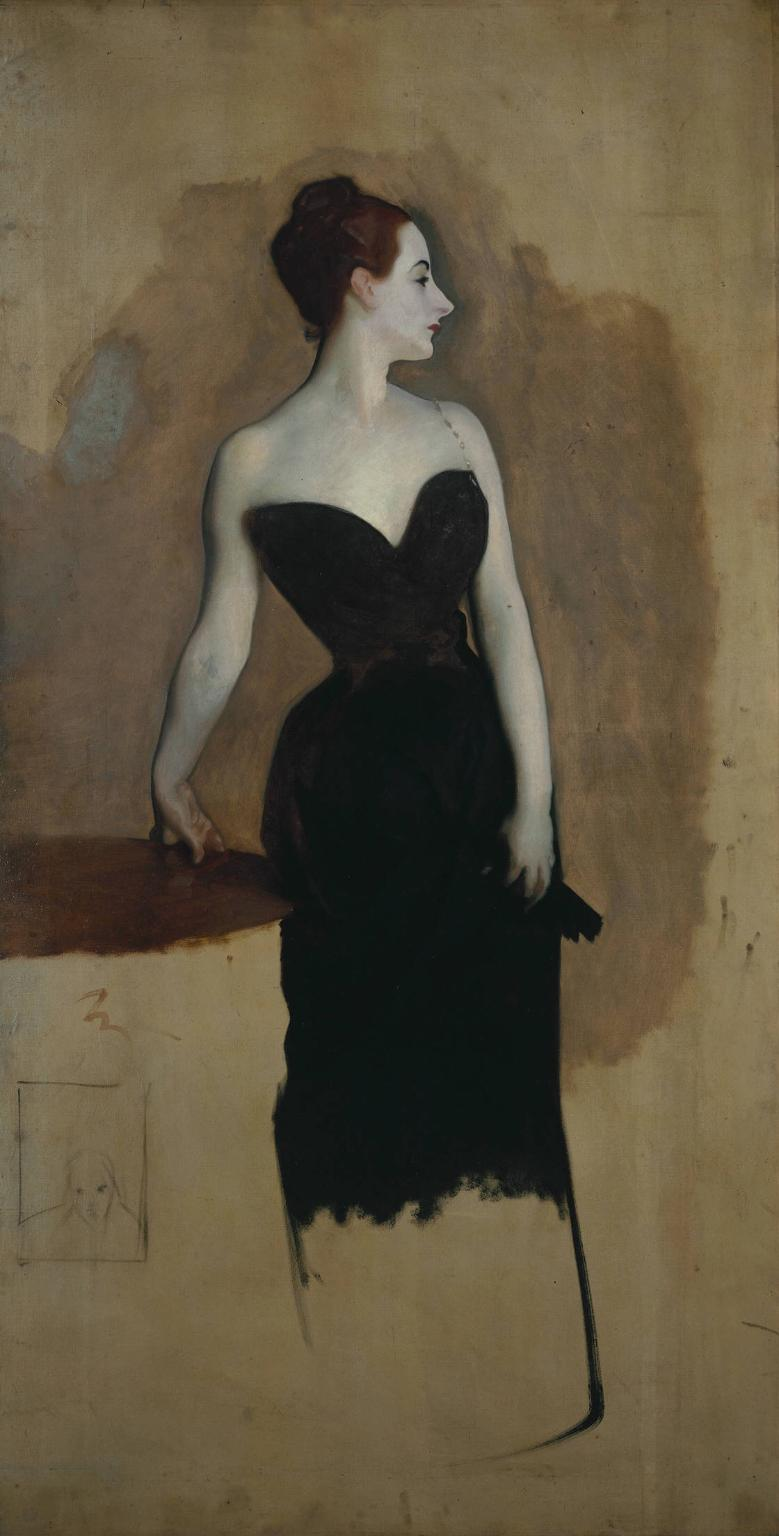
『マダムXの習作』1884年 テート・ブリテン所蔵
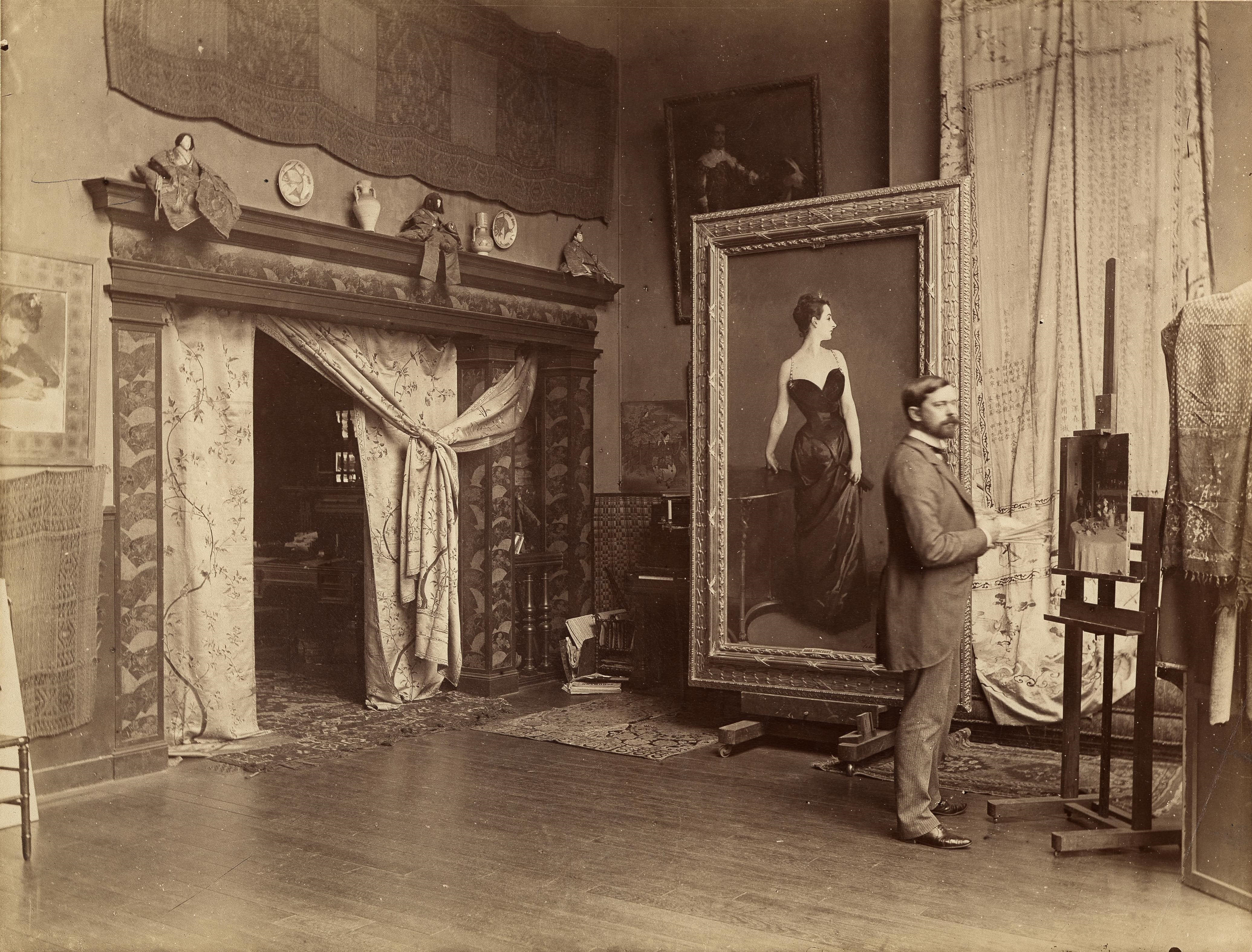
ジョン・シンガー・サージェントのアトリエに飾られた『マダムX』1885年頃
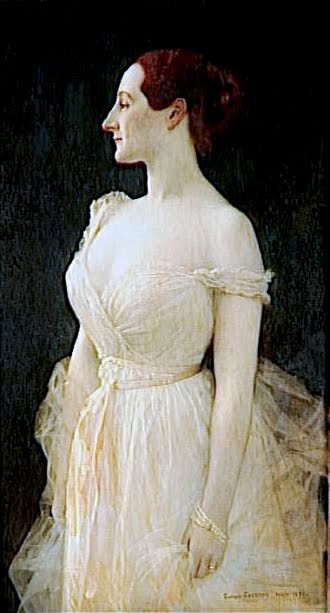
ギュスターヴ＝クロード＝エティエンヌ・クルトワ『ゴートロー夫人』1891年
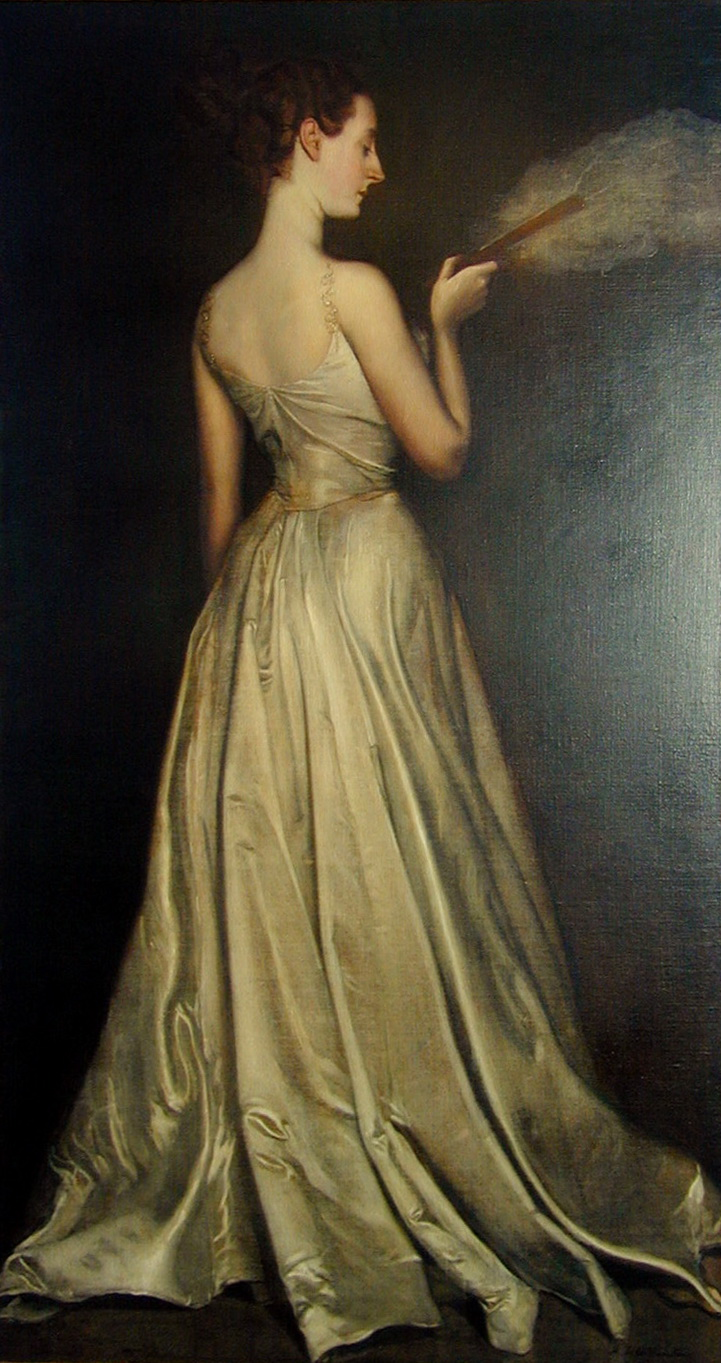
アントニオ・デ・ラ・ガンダラ『ピエール・ゴートリー夫人』1898年 ギブス美術館（英語版）所蔵